# Kaithoon
Kaithoon är en ort i Indien.   Den ligger i distriktet Kota och delstaten Rajasthan, i den centrala delen av landet, 400 km söder om huvudstaden New Delhi. Kaithoon ligger 260 meter över havet och antalet invånare är 20 362.
Terrängen runt Kaithoon är platt, och sluttar norrut. Runt Kaithoon är det tätbefolkat, med 343 invånare per kvadratkilometer. Närmaste större samhälle är Kota, 14,9 km väster om Kaithoon. Trakten runt Kaithoon består till största delen av jordbruksmark.